# 蕨屬
蕨屬（英語：Bracken；學名：Pteridium），是水龍骨目碗蕨科植物，為粗碩的蕨類。過去認為該屬只有一個物種欧洲蕨（Pteridium aquilinum），近年來則區分為十餘個物種。
蕨類植物是多世代的維管束植物，其中大型者產生孢子、小型者則產生配子（卵細胞與精細胞）。蕨屬因其大型及高度分化的葉片著稱。除了南極洲以外，在每大洲上除去沙漠的所有環境都可找到。典型的棲地為沼澤地帶。此屬可能有著世界上任一蕨類植物之間最廣的分佈。

## 用途
蕨屬植物的卷芽（未成熟、緊密捲曲的初生葉狀體）在歷史中被許多文化認定為可食，直至現今亦普遍應用於食材中。不同文化中的常見的調理方式有新鮮烹煮、鹽漬、醋漬、曬乾。在韓國稱作（gosari），為韓式拌飯的典型飯饌（小菜）材料及拌炒的卷芽。在日本稱（warabii），為山產特色食材。根莖的澱粉亦用於製作甜點，即著名的蕨餅。
葉和根茎皆有用於釀造啤酒。一些蕨屬植物被證實對某些動物是致癌的，並被提出可能和日本好發的胃癌有關。英國皇家園藝協會因而不建議人或家畜／禽食用。不過該致癌物質原蕨苷（ptaquiloside）可水解且在熱、鹼條件下可破壞。儘管如此，為減低喉癌及胃癌的發生機會，食用上還是建議加以控管。
此外，目前正被研究作為新的殺蟲劑原料。

## 下属物种
本属包括以下物种：
- 欧洲蕨 Pteridium aquilinum (L.) Kuhn

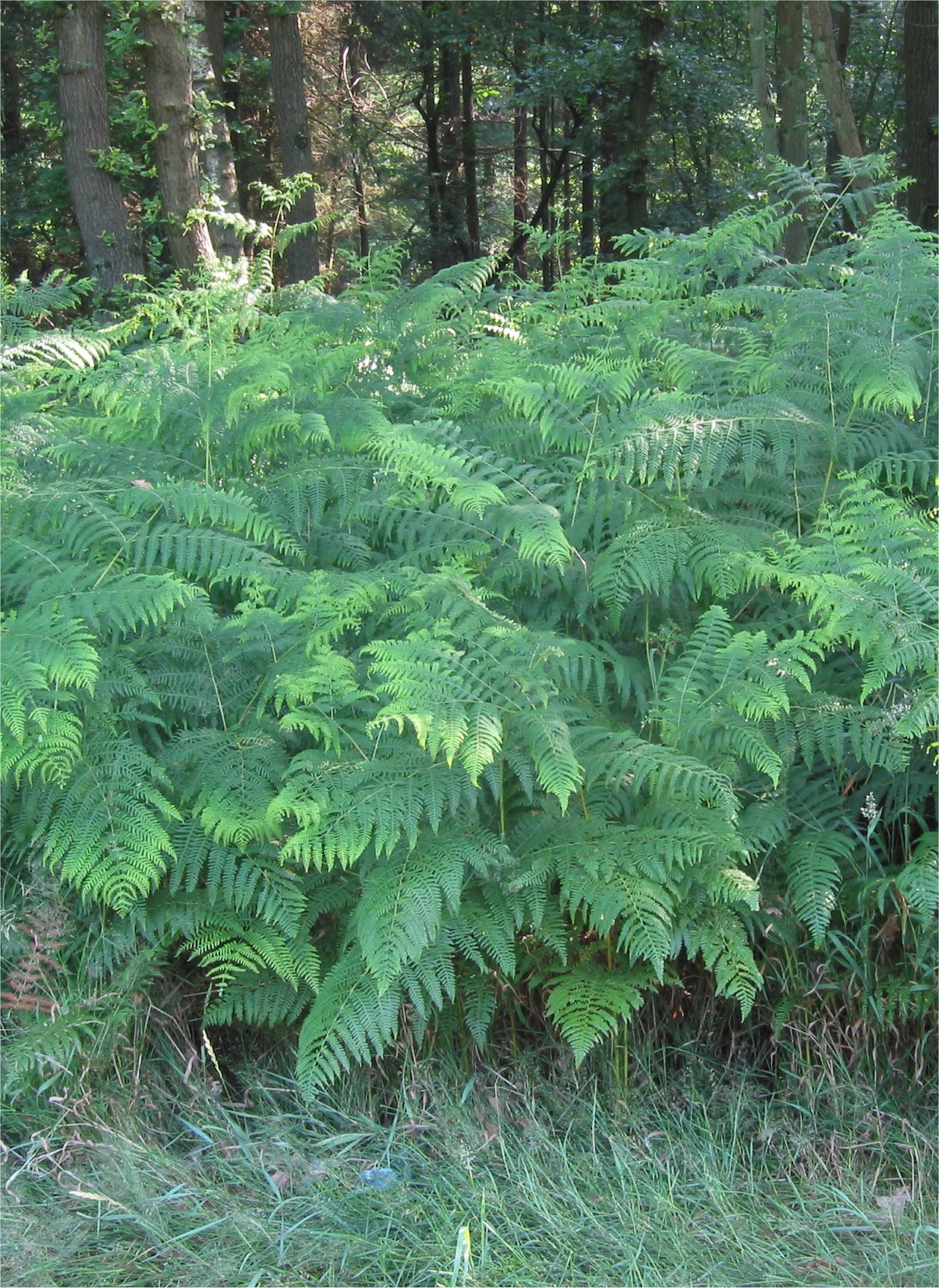
欧洲蕨

  - 蕨 Pteridium aquilinum var. japonicum (Nakai) Á.Löve & D.Löve
- 尾尖蕨 Pteridium caudatum (L.) Maxon
- 食蕨 Pteridium esculentum (G.Forst.) Nakai
- 镰羽蕨 Pteridium falcatum Ching ex S.H.Wu
- 毛轴蕨 Pteridium revolutum (Blume) Nakai
- Pteridium rostratum (Burm.fil.) Fraser-Jenk.
- 云南蕨 Pteridium yunnanense Ching & S.H.Wu

## 外部連結
- World fern species list — Pteridium
- Independent page devoted to bracken (uses older classification scheme)
- . Curr. Med. Chem. March 2002, 9 (6): 675–86. PMID 11945131. doi:10.2174/0929867023370743. （原始内容存档于2011-10-06）.
- 網絡生命大百科
- Natural England — Bracken control, vegetation restoration and land management[]
- RSPB: Bracken management in the uplands
- Bracken for Butterflies by Butterfly Conservation
- Edibility of Bracken （页面存档备份，存于）: Identification and edible parts of bracken
- 過溝菜蕨：中華民國國家教育研究院雙語詞彙、學術名詞暨辭書資訊網
- 過溝菜蕨 （页面存档备份，存于）：臺灣大百科全書
- 過溝菜蕨 （页面存档备份，存于）：自然與人文數位博物館
- 蹄蓋蕨科 （页面存档备份，存于）
- 碗蕨科 （页面存档备份，存于）：臺灣物種名錄
- 植物名錄分類階層 （页面存档备份，存于）：中華民國中央研究院植物標本館臺灣本土植物資料庫
- 蕨屬(搜尋結果)[永久]：教育大市集
- 植物分類 （页面存档备份，存于）：台灣植物分類學會